# 金逸珠江院线
金逸珠江院线，即广州金逸珠江电影院线有限公司，由广东珠江电影院线（2002年成立的广东首条跨省院线）与广州金逸影视投资集团于2008年4月1日正式组建成立。
截止2012年12月2日，金逸珠江院线已拥有118家影城，709块银幕数，117307个座位数。旗下影城遍布北京、上海、天津、重庆、广东、广西、湖南、湖北、福建、江苏、浙江、山东、山西、辽宁、河北、甘肃、内蒙古、宁夏、江西、安徽等20个省市地区。